# Sara McManus
Sara McManus, född den 13 december 1991 i Göteborg, är en svensk curlingspelare.
McManus ingår i Lag Hasselborg med skipper Anna Hasselborg som vann guld i de olympiska vinterspelen i Pyeongchang 2018. Laget har dessutom vunnit VM-silver 2018 och 2019, EM-guld 2018 och 2019 samt EM-silver 2016 och 2017.